# بن أند جيري
بن أند جيريز (بالإنجليزية: Ben & Jerry's)‏ هي شركة يقع مقرها الرئيسي في فيرمونت. تقوم بتصنيع المثلجات، روب مجمد وشربات مثلج.تم تأسيسها سنة 1978 وبيعت لشركة يونيليفر البريطانية-الهولندية في عام 2000.